# Mariusz Leszczyński (aktor)

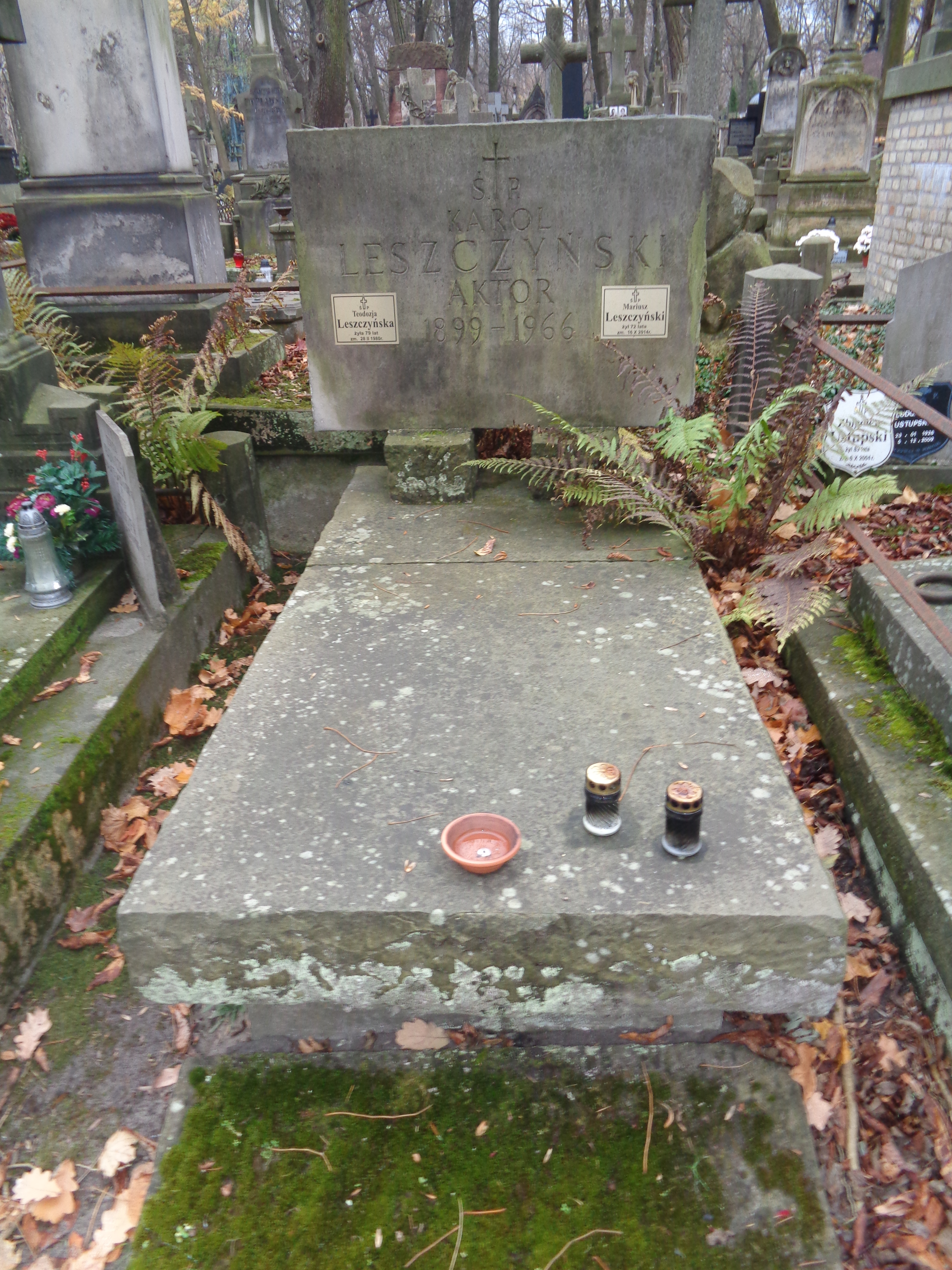
Grób Mariusza Leszczyńskiego na Starych Powązkach w Warszawie

Mariusz Leszczyński, (ur. 27 października 1942 w Warszawie, zm. 16 października 2014 tamże) – polski aktor teatralny, filmowy i dubbingowy. W 1967 roku ukończył studia na PWST w Warszawie. W polskim dubbingu często użyczał głosu czarnym charakterom. Zmarł w szpitalu w Warszawie na zapalenie płuc.
Został pochowany na cmentarzu Powązkowskim.

## Teatr
- Teatr Narodowy w Warszawie: 1967–1971
- Teatr im. Stefana Jaracza w Łodzi: 1971–1978
- Teatr Współczesny w Szczecinie: 1979–1982
- Teatr Popularny w Warszawie: 1981–1989
- Teatr Dramatyczny w Warszawie: 1989–1990

## Filmografia
- 2009–2013: Blondynka – Węcławiak
- 2004–2007: Kryminalni –
  - menel (odc. 1),
  - pan Leon, współpracownik Konrada (odc. 73)
- 2003: Pogoda na jutro – lekarz pogotowia
- 2002: Wiedźmin – książę Hereward (odc. 9)
- 2002: Król przedmieścia – głos z tv (głos, odc. 3)
- 2001: Marszałek Piłsudski
- 2001: Tryumf pana Kleksa – kapitan Kwaterno (głos)
- 2000: Kalipso – ksiądz
- 2000: Na dobre i na złe – sąsiad Zarychtów (odc.22)
- 1998: Ekstradycja 3 – żebrak wyciągający piątkę od "Sumara" (odc.7) (niewymieniony w napisach)[3]
- 1997: Sztos – strażnik więzienny (niewymieniony w napisach)[4]
- 1997: Taekwondo – dozorca w klubie sportowym
- 1995: Młode wilki – dyrektor szkoły
- 1993: Polski crash – recepcjonista w hotelu „Polonia”
- 1993: Kraj świata – funkcjonariusz w komendzie; nie wymieniony w czołówce
- 1993: Siedmiomilowe trampki –
  - mysi generał (głos),
  - kapitan piratów (głos),
  - gruby pirat (głos),
  - kucharz (głos)
- 1992: Pierścionek z orłem w koronie
- 1991: Kuchnia polska – obrońca Szymanki
- 1991: Panny i wdowy (odc. 4)
- 1991: Pogranicze w ogniu (odc. 21)
- 1990: Kapitan Conrad
- 1990: Jan Kiliński
- 1989: Lawa – lokaj na balu u senatora
- 1988: Romeo i Julia z Saskiej Kępy – milicjant
- 1988: Mistrz i Małgorzata – sekretarz Piłata
- 1988: Pan Kleks w kosmosie – robot Silver (głos)
- 1987: W klatce – pracownik izby wytrzeźwień
- 1987: Śmieciarz – pan Miecio (odc. 3)
- 1987: Rzeka kłamstwa
- 1987: Mr Tański – kapitan niemiecki
- 1985: Chrześniak – mężczyzna przy pociągu repatriacyjnym
- 1984–1987: 07 zgłoś się (16, 19, 20)
- 1984: Miłość z listy przebojów – celnik
- 1983: Szaleństwa panny Ewy (odc. 1 i 3)
- 1983: Nadzór – technik w radiowęźle
- 1983: Na odsiecz Wiedniowi – Kara Muhamed Pasza
- 1978: Biały mazur – strażnik w więzieniu krakowskim
- 1977: Zimne ognie
- 1975: Dzieje grzechu
- 1975: Bielszy niż śnieg – dźwiękowiec
- 1969–1970: Gniewko, syn rybaka – pachoł (odc. 4)

## Polski dubbing
- 2013: Hearthstone: Heroes of Warcraft –
  - Paladyn Uther,
  - Widzący z Kręgu Ziemi,
  - różne głosy
- 2011: The Elder Scrolls V: Skyrim – Hermaeus Mora
- 2010: Legendy sowiego królestwa: Strażnicy Ga’Hoole
- 2010: Dragon Age: Początek – Przebudzenie – Architekt
- 2009: Kacper: Szkoła postrachu – Fatso
- 2008: Wiedźmin
- 2007: Złoty kompas – pierwszy doradca
- 2007: W pułapce czasu – Wilfrid de Tancarville
- 2007: Rodzinka Robinsonów – Dyrektor generalny
- 2006: Mój brat niedźwiedź 2 – Tug
- 2006: Mam rakietę – Kapitan Serobrody
- 2006: Zdjęciaki – Ząbek
- 2006: Gothic 3
- 2005: Harcerz Lazlo –
  - Naczelnik Hoo-Ha,
  - Siostra Leslie
- 2005–2008: Awatar: Legenda Aanga
- 2005–2008: Harcerz Lazlo –
  - Naczelnik Hoo-Ha,
  - Siostra Leslie
- 2005: Transformerzy: Cybertron – Vector Prime
- 2004–2007: Danny Phantom
- 2004: Król lew 3: Hakuna matata – Wujek Max
- 2004: Transformerzy: Wojna o Energon – Rodimus
- 2003: Księga dżungli 2 – Shere Khan
- 2003: Warcraft III: The Frozen Throne – Akama
- 2003: Old School: Niezaliczona
- 2003: Mój brat niedźwiedź – Tug
- 2002–2003: He-Man i władcy wszechświata
- 2002: Roboluch
- 2002: Pinokio –
  - żandarm #2,
  - dyrektor cyrku,
  - różne głosy
- 2002: Warcraft III: Reign of Chaos – Lord Uther
- 2002: Kryptonim: Klan na drzewie –
  - pirat Klejbroda (seria pierwsza i piąta)
  - Pan B (K.A.N.A.Ł.)
  - Pan Szef (seria czwarta)
- 2001–2008: Café Myszka –
  - Zeus,
  - Shere Khan
- 2001: Psy i koty
- 2001–2007: Mroczne przygody Billy’ego i Mandy – Dziekan Ropuch
- 2001–2004: Liga Sprawiedliwych – Cień
- 2001–2003: Clifford – Pan Bleakman
- 2000: Dinozaur – Yar
- 2000: Ratunku, jestem rybką!
- 1999–2002: Chojrak – tchórzliwy pies –
  - Kosmiczny generał (odc. 50a)
  - Wrzód (odc. 51a)
- 1999–2001: Batman przyszłości
- 1999–2000: Rodzina piratów – Mac Bernic
- 1999–2000: Produkcje Myszki Miki
- 1997–1998: Przygody Olivera Twista
- 1995–1998: Timon i Pumba – El Torro (odc. Zmora matadora)
- 1995: Wilki morskie
- 1995: Archiwista – lektor
- 1995: Nowe przygody Madeline
- 1994–2001: ReBoot – Megabajt
- 1994–1996: Iron Man: Obrońca dobra –
  - Justin Hammer (odc. 1-13),
  - Chimera (odc. 1-13)
- 1994–1995: Myszka Miki i przyjaciele
- 1994–1995: Aladyn – Razul, dowódca straży sułtana (w niektórych odcinkach był to Marcin Sosnowski)
- 1994: Troll w Nowym Jorku
- 1993: Przygody Myszki Miki i Kaczora Donalda
- 1993: Przygody Speeda Błyskawicy –
  - Morbius, złodziej pomysłów Popsa Racera
  - Largo Slacz, twórca Toksycznych Pustkowi
  - Robot, podstawiony wódz japońskiej organizacji terrorystycznej Meka
  - Naukowiec podwodnej stacji badawczej
  - Mutant, którego Speed uratował na Toksycznych Pustkowiach
- 1992–1994: Mała Syrenka – Zła Płaszczka (niektóre odcinki)
- 1992–1993: Rodzina Addamsów
- 1992: Wyspa Niedźwiedzi – służący Syreny Lodyny
- 1992: Aladyn – Razul
- 1991–1997: Rupert – Sierżant Zrzęda (odc. 41, 53, 63)
- 1991–1992: Dzielny Agent Kaczor – Bilie Bulba, gangster
- 1991: Kot w butach –
  - szklarz (odc. 4),
  - Olbrzym (odc. 9)
- 1991: Amerykańska opowieść, cz. II – Fievel jedzie na Zachód – Kot Woul
- 1990–1994: Super Baloo – Shere Kahn
- 1990: Bernard i Bianka w krainie kangurów – Prezes
- 1990: Muminki – Duch Zaczarowanej Lampy
- 1990: Kacze opowieści: Poszukiwacze zaginionej lampy – Merlock
- 1990–1991: Widget –
  - Biały Niedźwiedź, Indianin z przeszłości
  - Thorwald Wiking
- 1990–1993: Zwariowane melodie – Skunks Pepé Le Swąd
- 1989–2003: Benjamin Blumchen –
  - hycel
  - taksówkarz
- 1989–1992: Chip i Dale: Brygada RR –
  - kapitan stada słoni w zoo,
  - kapitan piratów (niezależnie od Marcina Sosnowskiego),
  - Demon Faraona,
  - byk El Egzecution,
  - żaba, której żuki w ofierze złożyły Bzyczka,
  - truteń (epizod),
  - Turek w egipskim pociągu (epizod),
  - kilku prezenterów wiadomości, epizodycznie
- 1988–1993: Hrabia Kaczula – Igor (pierwsza wersja dubbingu)
- 1988–1991: Nowe przygody Kubusia Puchatka – różne głosy
- 1988–1991: Szczeniak zwany Scooby Doo
- 1988: Gandahar – głos
- 1987–1990: Kacze opowieści (stara wersja dubbingu) –
  - admirał Gniewny na lotniskowcu Donalda (odc. 3, 22, 51),
  - wódz małej wioski w Andach (odc. 3),
  - aktor przebrany za Cezara w posiadłości Kwakspira (odc. 11),
  - Książę Grejgrejk (odc. 14),
  - jeden z tłumu oblegającego pałac w Itakwace (odc. 22),
  - kapitan Pic, naczelnik portu na wyspie Kaczlandia (odc. 31),
  - amerykański sędzia szkockiego pochodzenia (odc. 38),
  - Bernardo, asystent Ludwinga von Kaczylton (odc. 63),
  - naczelnik więzienia, w którym zamknięto McKwacza (odc. 64),
  - Kwaks, asystent Glorii Genkson (odc. 65),
  - władca miasta Pinków (odc. 77),
  - dentysta, który zażyczył sobie 40.000 dolarów za plombę (odc. 90),
  - pracownik mleczarni (odc. 94),
  - prezenter wiadomości (odc. 95, 100),
  - Agent X, partner agentki Goldinger (odc. 99),
  - prowadzący teleturniej (odc. 99),
  - kilku policjantów, epizodycznie
- 1987–1988: Babar
- 1987: Diplodo – Pracownik Obserwatorium
- 1986: Amerykańska opowieść
- 1985–1988: Troskliwe misie – Dzielny Lew
- 1985–1991: Gumisie –
  - ogr Gad,
  - ogry,
  - jeden z rycerzy króla Gregora,
  - woźnica zmierzający do Dunwyn (odc. 17),
  - posłaniec ogłaszający nagrodę za Karmazynowego Mściciela (odc. 17),
  - strażnik #1 (odc. 17),
  - czarownik sprzedający Gwiazdę z Jeziora Księżycowego (odc. 23a),
  - jeden z drwali (odc. 26b),
  - Lodobrody (odc. 27a),
  - sir Gumizuch z Gumisiowego Zamczyska (odc. 28),
  - Rogal Zdobywca, herszt zbójów (odc. 37a),
  - człowiek, któremu zbóje ukradli ubrania (odc. 37a),
  - Garth (odc. 37b),
  - herold (odc. 37b),
  - troll Tuck (odc. 46, 57a)
- 1985: Asterix kontra Cezar
- 1985: Wuzzle – Krok
- 1984–1986: Wesoła siódemka – Komisarz policji
- 1983: Dookoła świata z Willym Foggiem
- 1981–1989: Smerfy –
  - Ojciec Chrzestny Baltazar,
  - Pallador,
  - Pirat
- 1981: Ulisses 31 –
  - Sfinks (odc. 9),
  - rybak #1 (odc. 10),
  - pałacowy strażnik (odc. 10)
- 1980: Scooby i Scrappy Doo
- 1977: Bernard i Bianka – Przewodniczący
- 1973: Robin Hood
- 1972: Pinokio
- 1961–1962: Kocia ferajna
- 1960–1966: Flintstonowie (dubbing Polskich Nagrań) – Fred Flintstone